# Episodi di 100 Centre Street (prima stagione)
La prima stagione della serie televisiva 100 Centre Street, composta da 13 episodi, è andata in onda negli Stati Uniti sul canale A&E dal 15 gennaio 2001 al 2 aprile 2001.
| nº | Titolo originale             | Titolo italiano            | Prima TV USA     | Prima TV Italia |
| -- | ---------------------------- | -------------------------- | ---------------- | --------------- |
| 1  | Bobby and Cynthia            | Bobby & Cynthia            | 15 gennaio 2001  |                 |
| 2  | Queenie and Joe              | Promessa al vento          | 15 gennaio 2001  |                 |
| 3  | And Justice for Some         | Giustizia per alcuni       | 22 gennaio 2001  |                 |
| 4  | My Brother's Keeper          | L'ora della verità         | 29 gennaio 2001  |                 |
| 5  | No Good Deed Goes Unpunished | Amiche d'infanzia          | 5 febbraio 2001  |                 |
| 6  | Hostage                      | In ostaggio                | 12 febbraio 2001 |                 |
| 7  | Things Change                | Le cose cambiano           | 19 febbraio 2001 |                 |
| 8  | Lady Paris                   | Lady Paris                 | 26 febbraio 2001 |                 |
| 9  | A Shot in the Dark           | Una questione di giustizia | 5 marzo 2001     |                 |
| 10 | Joe Must Go                  | Il complotto               | 12 marzo 2001    |                 |
| 11 | The Bug                      | Diritto alla privacy       | 19 marzo 2001    |                 |
| 12 | Domestic Abuses              | Violenza domestica         | 26 marzo 2001    |                 |
| 13 | Let's Make a Night of It     | Un nuovo inizio            | 2 aprile 2001    |                 |